# Lòbuls laterals

Un diagrama de radiació de l'antena "polar". La distància radial des del centre representa la força del senyal.

En enginyeria d'antenes, els lòbuls laterals són els lòbuls (màxims locals) del patró de radiació de camp llunyà d'una antena o una altra font de radiació, que no són el lòbul principal.
El patró de radiació de la majoria de les antenes mostra un patró de " lòbuls " en diversos angles, direccions on la intensitat del senyal radiada arriba a un màxim, separats per " nuls ", angles en què la força del senyal radiada cau a zero. Això es pot veure com el patró de difracció de l'antena. En una antena direccional en la qual l'objectiu és emetre les ones de ràdio en una direcció, el lòbul en aquesta direcció està dissenyat per tenir una intensitat de camp més gran que les altres; aquest és el " lòbul principal ". Els altres lòbuls s'anomenen " lòbuls laterals " i solen representar radiació no desitjada en direccions no desitjades. El lòbul lateral directament darrere del lòbul principal s'anomena lòbul posterior. Com més llarga sigui l'antena en relació amb la longitud d'ona de ràdio, més lòbuls té el seu patró de radiació. En les antenes de transmissió, la radiació excessiva dels lòbuls laterals malgasta energia i pot provocar interferències amb altres equips. Un altre desavantatge és que la informació confidencial pot ser recollida per receptors no desitjats. En les antenes de recepció, els lòbuls laterals poden captar senyals interferents i augmentar el nivell de soroll al receptor.

Escaneig electrònic d'un lòbul principal d'una matriu en fase. Hi ha lòbuls principals d'ordre superior quan l'exploració es realitza a una àmplia gamma.

La densitat de potència als lòbuls laterals és generalment molt menor que la del feix principal. En general, és desitjable minimitzar el nivell del lòbul lateral (SLL), que es mesura en decibels en relació amb el pic del feix principal. El lòbul principal i els lòbuls laterals es produeixen tant per transmetre com per rebre. Els conceptes de lòbuls principals i laterals, patró de radiació, formes d'obertura i ponderació de l'obertura s'apliquen a l'òptica (una altra branca de l'electromagnètica) i a camps acústics com el disseny d'altaveus i sonars, així com el disseny d'antenes.
Com que el patró de radiació de camp llunyà d'una antena és una Transformada de Fourier de la seva distribució d'obertura, la majoria de les antenes generalment tindran lòbuls laterals, tret que la distribució de l'obertura sigui una gaussiana, o si l'antena és tan petita com per no tenir lòbuls laterals a l'espai visible. Les antenes més grans tenen feixos principals més estrets, així com lòbuls laterals més estrets. Per tant, les antenes més grans tenen més lòbuls laterals a l'espai visible (a mesura que augmenta la mida de l'antena, els lòbuls laterals es mouen de l'espai evanescent a l'espai visible).

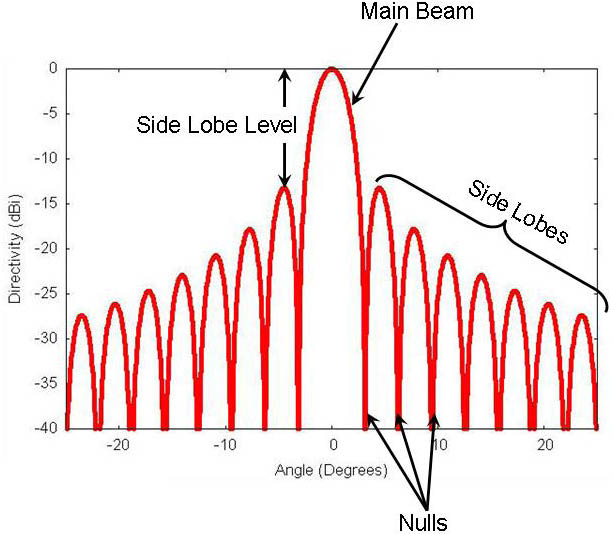
Un patró de radiació d'antena típic en la representació del sistema de coordenades cartesianes que mostra lòbuls laterals.

## Lòbuls laterals per a caixa d'obertura uniformement il·luminada
Per a una antena d'obertura rectangular amb una distribució d'amplitud uniforme (o ponderació uniforme), el primer lòbul lateral és −13,26 dB respecte al pic del feix principal. Per a aquestes antenes, el patró de radiació té una forma canònica de
{\displaystyle 20log_{10}|{\frac {\sin X}{X}}}